# Samsung Galaxy A05
O Samsung Galaxy A05 é uma série de Android smartphones criada pela Samsung Electronics. Ele foi anunciado em 25 de setembro de 2023. Os telefones desta série, o Galaxy A05 e o Galaxy A05s, foram lançados em 15 de outubro e 18 de outubro de 2023, respectivamente. Ele faz parte da Série Samsung Galaxy A.
Em 6 de março de 2024, a Samsung lançou o Samsung Galaxy M14 (não deve ser confundido com Samsung Galaxy M14 5G), um modelo semelhante ao Samsung Galaxy A05s, com opções de cores diferentes e menos configurações de memória. Ele é considerado um rebrand do Samsung Galaxy A05s. Além disso, em 2 de agosto de 2024, a Samsung anunciou o Samsung Galaxy F14, que possui apenas a configuração de memória 4/64 GB e cores diferentes em comparação ao Galaxy A05s e Galaxy M14. O Samsung Galaxy F14 e o Galaxy M14 possuem especificações muito semelhantes, mas foram criados para serem vendidos em regiões diferentes.

## Hardware
Apesar de possuírem capacidades semelhantes em termos de desempenho e hardware, o A05s se destaca em relação ao A05 ao apresentar um sensor biométrico de impressão digital como alternativa para o desbloqueio do telefone.